# 扎西基
51°19′50″N 28°45′59″E / 51.33056°N 28.76639°E
扎西基（烏克蘭語：Заськи），是烏克蘭北部的村莊，隸屬日托米爾州的科羅斯滕區。該村面積0.93平方公里，海拔高度173米，2001年人口338，人口密度每平方公里362.27人。